# BK Derby
Maillots
Dernière mise à jour : 20 décembre 2011.
Le BK Derby est un club suédois de football basé à Linköping.
Le club participe à la 1re division suédoise en 1977.

## Historique
- 1912 : fondation du club